# Chyromya britannica
Chyromya britannica är en tvåvingeart som beskrevs av Gibbs 2007. Chyromya britannica ingår i släktet Chyromya och familjen gulflugor. Inga underarter finns listade i Catalogue of Life.